# Szwed (Kadzidło)
Szwed – część wsi Kadzidło w Polsce położona w województwie mazowieckim, w powiecie ostrołęckim, w gminie Kadzidło.
W latach 1975–1998 miejscowość administracyjnie należała do województwa ostrołęckiego.

## Nazwa
Nazwa dzielnicy Szwed w Kadzidle pochodzi od wydarzeń z czasów wojen polsko-szwedzkich. Według lokalnych przekazów, w 1708 roku szwedzcy żołnierze zostali wciągnięci w zasadzkę na bagnach w pobliżu obecnej oczyszczalni ścieków, przy drodze do Jeglijowca. W wyniku tej potyczki wielu z nich zginęło, a miejsce to zaczęto nazywać „Szwed”. Do dziś w okolicy znajduje się cmentarz, na którym pochowano poległych żołnierzy szwedzkich.